# Kiiminki
Koordinaten: 65° 8′ N, 25° 44′ O

Wappen von Kiiminki

Kiiminki [ˈkiːmiŋki] (schwedisch historisch Kiminge) war eine Gemeinde im Norden Finnlands. Kiiminki liegt rund 20 km nordöstlich der Stadt Oulu am Unterlauf des Flusses Kiiminkijoki. In der ehemaligen Gemeinde wird ausschließlich Finnisch gesprochen. Seit dem 1. Januar 2013 ist Kiiminki Teil der Stadtgemeinde Oulu.
Die ehemalige Gemeinde bedeckt eine Fläche von 339,05 km2, davon sind 12,20 km2 Binnenwasserfläche. Die ehemals selbstständige Gemeinde hatte die Gemeindenummer 255. Zum Zeitpunkt der Auflösung der Gemeinde am 31. Dezember 2012 hatte sie 13.320 Einwohner, die Bevölkerungsdichte betrug 40,8 Ew./km².
Der namensgebende Hauptort der ehemaligen Gemeinde liegt beiderseits des Flusses, in den letzten Jahren hat sich der südöstlich des Zentrums am See Jäälinjärvi gelegene Ort Jääli mit nunmehr rund 4.800 Einwohnern zum zweiten Siedlungsschwerpunkt entwickelt. Weiterhin gehören die Dörfer Alakylä (deutsch „Unterdorf“), Haipuskylä, Hannus, Huttukylä, Tirinkylä, Välikylä („Mitteldorf“) und Ylikylä („Oberdorf“) zum Gebiet von Kiiminki. Diese Siedlungen wurden erstmals 1858 als Kirchengemeinde aus dem Kirchspiel Ii herausgelöst und 1867 als kommunale Einheit selbständig.
Kiiminki ist, begünstigt durch seine Lage im Speckgürtel von Oulu, einer der am schnellsten wachsenden Orte Finnlands. Seit 1970 hat sich die Einwohnerzahl mehr als vervierfacht, heute wächst sie jährlich um rund 300 Köpfe.
Zu den Sehenswürdigkeiten zählt die 1760 erbaute Holzkirche mit freistehendem Glockenturm (1777), deren Innenraum mit Malereien von Mikael Toppelius ausgeschmückt ist. In ihr werden jedoch heute nur noch selten Gottesdienste abgehalten; diese finden meist in der 1851–52 erbauten Pfarrkirche von Jääli statt. Die rund drei Kilometer langen Stromschnellen des Kiiminkinjoki, bekannt als Koitelinkoski, ist eine der beliebtesten Wildwasserstrecken Finnlands und zieht vor allem im Sommer tausende Kanuten an.
In der Nähe von Kiiminki befindet sich ein 326 Meter hoher Sendemast, der zu den höchsten Bauwerken Finnlands zählt.

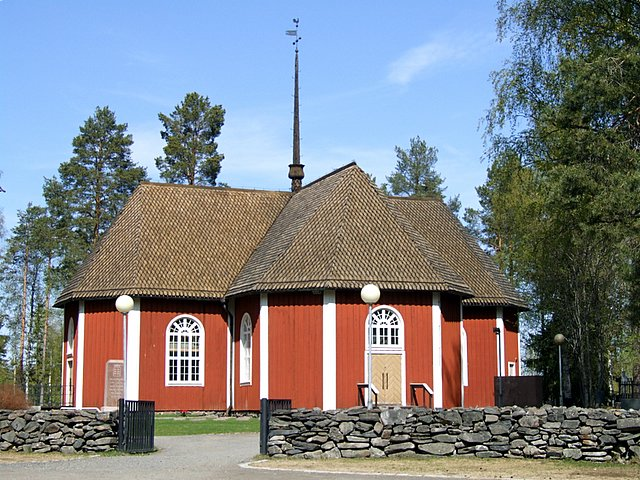
Die Holzkirche von 1760
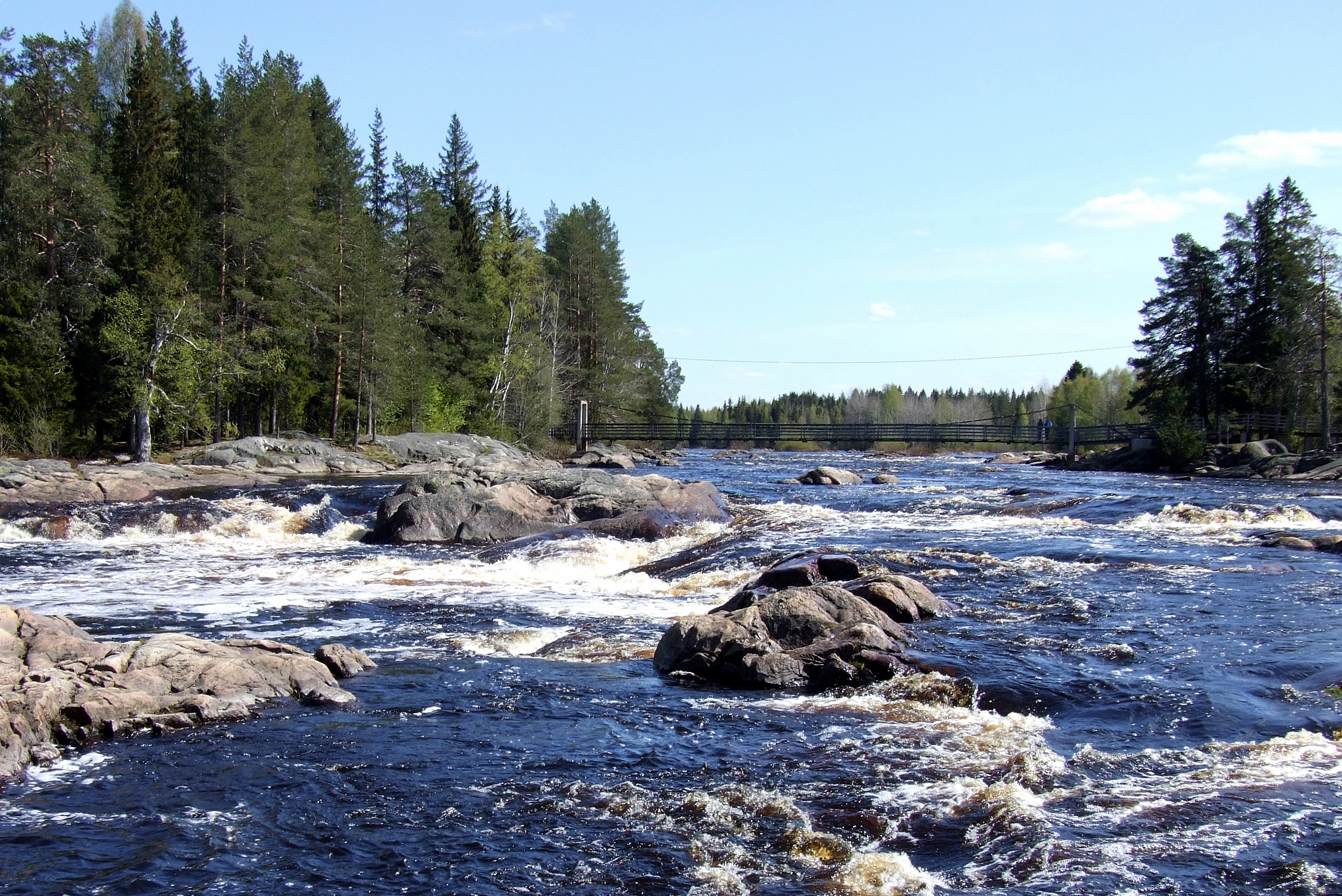
Der Koitelinkoski

## Söhne und Töchter
- Tapio Sipilä (* 1958), Ringer
- Janne Tuohino (* 1975), Rallyefahrer
- Mikko Lehtonen (* 1978), Eishockeyspieler
- Ilkka Mikkola (* 1979), Eishockeyspieler
- Petri Koivisto (1986–2024), Eishockeyspieler
- Niko Mikkola (* 1996), Eishockeyspieler